# Língua hamtai
Hamtai (também chamado de Hamday ou Kapau) é a mais populosa das línguas Angan da Papua Nova Guiné. Também é conhecida como Kamea, Kapau e Watut. Os dialetos são Wenta, Howi, Pmasa’a, Hamtai propriamente dito e Kaintiba..

## Fonologia
Em Hamtai, há 14 consoantes, 7 vogais e dois tons (crescente e decrescente).

### Consoantes
|             |         | Labial | Alveolar | Palatal | Velar  | Uvular  | Glotal |
| ----------- | ------- | ------ | -------- | ------- | ------ | ------- | ------ |
| Nasal       | Nasal   | m /m/  | n /n/    |         | ng /ŋ/ |         |        |
| Plosiva     | Plosiva | p /p/  | t /t/    |         | k /k/  | k̥/q /q/ | ' /ʔ/  |
| Aproximante | sonora  |        |          | y /j/   | w /w/  |         |        |
| Aproximante | surda   |        |          |         | wh /w/ |         |        |
| Fricativa   | sonora  | v /v/  |          |         |        |         |        |
| Fricativa   | surda   | f /f/  |          |         |        |         | h /h/  |

### Vogais
|              | Anterior | Central | Posterior |
| ------------ | -------- | ------- | --------- |
| Fechada      | i /i/    | i /ɨ/   | u /u/     |
| Meio fechada | e /e/    |         | o /o/     |
| Meio Aberta  |          |         | ä, aa /ʌ/ |
| Aberta       |          | a /a/   |           |

## Escrita
A língua usa uma forma do alfabeto latino com a letras:
- consoantes – f, h, k, k;q, m, n, ng, p, t, v, w, wh, y
- vogais – a, aa, ä, e, i, o, u

## Amostra de texto
Ma, qatä'ä qi hetängoti anuwa iya natotm qonä'ä awa qima. Awa qimangmta hengoti awa qimanga qana ntata ti. Ita pata hetängoti inä mä'ä qätma. Ni muti mäma qamtanga. Ma, qhui tame'än. Ita ta täni'in? Fa'na awäka qhäimanga ti. Fa'na awäka ghäimanga hetä'ma muæwa imna. Nti wamnga qoä awa hetä'na ti'in.
Português
A grama pode ficar. Vou cortar madeira e fazer uma cerca. Se eu houver trabalhado bem, ele dirá: "Você fez bem". Quando a comida estiver cozida, eu te chamo. Eu gostaria de levar alguns limões. Sim, você pode levar alguns. Você gostaria de comer esta comida? A estrada está sempre molhada. Como a estrada está sempre molhada, eu não irei. É um bom terreno onde fica seu jardim?